# Театр на Девичьем поле
Театр на Девичьем поле — увеселительный летний театр, существовавший в Москве в XVIII в.

## История
Театр на Девичьем поле был создан как театр для народа. В 1765 г. по указу императрицы Екатерины II был построен деревянный театр, где во время праздников полупрофессиональные актёры, или «охотники» давали бесплатные представления. В труппе было от 11 до 15 человек. На содержание театра требовалось около 300 руб. в год. Большую часть зрителей составляли простые народные массы, но на спектакли заглядывали также знатные дворяне.
Репертуар театра был разнообразный, к подбору костюмов относились ответственно. Театр не имел полноценного здания, он представлял собой сцену с рядами скамеек, окруженных барьером, защищающим зрителей от проезжающих карет.
Театр находился в ведении Полицместерской канцелярии.
Театр прекратил существование в 1771 г.